# Lögdeå
Lögdeå ist ein Ort (tätort) im äußersten Süden der schwedischen Provinz Västerbottens län, in der historischen Provinz Ångermanland.

## Lage
Lögdeå gehört zur Gemeinde Nordmaling. Der Ort liegt gut 50 km Luftlinie südwestlich der Provinzhauptstadt Umeå und fünf Kilometer südwestlich des Hauptortes der Gemeinde, Nordmaling am Fluss Lögdeälven, gut drei Kilometer oberhalb seiner Mündung in die Bucht Nordmalingsfjärden des Bottnischen Meerbusens der Ostsee. Lögdeå ist nach Nordmaling und dem an der Küste unweit Lögdeå gelegenen Rundvik der drittgrößte Ort der Gemeinde.
Östlich führt zwischen Lögdeå und Rundvik die Europastraße 4 vorbei. Vor dem Ausbau in den 1980er-Jahren verlief die Straße direkt durch den Ort Lögdeå. Parallel zur E4 verläuft die Botniabanan, eine 2010 eröffnete Schnellfahrstrecke nach Umeå. Auf der Höhe von Lögdeå befindet sich eine Station für den Güterverkehr, von der aus der Anschluss des Hafens Rundvik geplant ist; der nächstgelegene Personenbahnhof ist Nordmaling.

## Geschichte und Sehenswürdigkeiten
Lögdeå ist seit dem 15. Jahrhundert bekannt. Der Ort, dessen Zentrum südlich des Lögdeälven liegt, wuchs allmählich mit dem Dorf Mo jenseits des Flusses zusammen.
Auf dem Hof Åbergsgården befindet sich ein Heimatmuseum, das Lögdeå Museum. Vor allem ist der Ort aber für seine Lage am Fluss Lögdeälven bekannt, der als ergiebiges Revier für das Fliegenfischen auf Lachse gilt. Den Fluss aufwärts führt ein an der E4 bei Lögdeå beginnender Wanderweg (Widnisweg, schwedisch Vildmarksleden genannt) mit mehreren Übernachtungshütten in Richtung Bjurholm. Ein anderer Wanderweg erschließt ein unweit gelegenes Naturschutzgebiet mit Spuren des Eiszeitalters, darunter Gletschertöpfe und durch Schmelzwasser ausgewaschene Höhlen, die Lidbergsgrotten bei der nahen Ansiedlung Aspeå.